# Dorcheh Pīāz
Dorcheh Pīāz är en ort i Iran.   Den ligger i provinsen Esfahan, i den centrala delen av landet, 300 km söder om huvudstaden Teheran. Dorcheh Pīāz ligger 1 599 meter över havet och antalet invånare är 37 462.
Terrängen runt Dorcheh Pīāz är platt åt nordväst, men åt sydost är den kuperad. Runt Dorcheh Pīāz är det tätbefolkat, med 276 invånare per kvadratkilometer. Närmaste större samhälle är Esfahan, 11,9 km öster om Dorcheh Pīāz. Trakten runt Dorcheh Pīāz är ofruktbar med lite eller ingen växtlighet.